# Die Papierspur
Die Papierspur è un cortometraggio muto del 1912 diretto da Emil Albes.
Fu il debutto cinematografico dell'attrice Hedda Vernon.

## Produzione
Il film fu prodotto dalla Deutsche Bioscop GmbH (Berlin).

## Distribuzione
Il visto di censura del film porta la data del dicembre 1912.